# 豊羽鉱
豊羽鉱（とよはこう、 Toyohaite）は、1991年に発表された日本産新鉱物で、旧地質調査所北海道支所の鉱床学者矢島淳吉などにより、北海道の豊羽鉱山鉱石の閃亜鉛鉱中に発見された。化学組成はAg2FeSn3S8で、正方晶系。産出地の豊羽鉱山の名前から命名された。